# Derült égből fasírt 2. – A második fogás
A Derült égből fasírt 2. – A második fogás (eredeti cím: Cloudy with a Chance of Meatballs 2) 2013-ban bemutatott amerikai 3D-s számítógépes animációs sci-fi filmvígjáték, amelyet Cody Cameron és Kris Pearn rendezett. Az animációs játékfilm producere Pam Marsden és Kirk Bodyfelt. A forgatókönyv John Francis Daley, Jonathan Goldstein és Erica Rivinoja írta a zenéjét Mark Mothersbaugh szerezte. A mozifilm a Sony Pictures Animation gyártásában készült, a Columbia Pictures forgalmazásában jelent meg.
Az Amerikai Egyesült Államokban 2013. szeptember 27-én, Magyarországon 2013. október 31-én mutatták be a mozikban.

## Szereplők
| Szereplő           | Eredeti hang        | Magyar hang      |
| ------------------ | ------------------- | ---------------- |
| Flint Lockwood     | Bill Hader          | Hevér Gábor      |
| Sam Sparks         | Anna Faris          | Kovács Patrícia  |
| Tim Lockwood       | James Caan          | Barbinek Péter   |
| Chester V          | Will Forte          | Mikó István      |
| Bébi Brent         | Andy Samberg        | Minárovits Péter |
| Manny              | Benjamin Bratt      | Szacsvay László  |
| Steve              | Neil Patrick Harris | Seszták Szabolcs |
| Earl Devereaux     | Terry Crews         | Szabó Győző      |
| Barb               | Kristen Schaal      | Zakariás Éva     |
| Barry              | Cody Cameron        | Seder Gábor      |
| Louise             | Melissa Sturm       | Agócs Judit      |
| Peter              | Kris Pearn          | Kossuth Gábor    |
| Cal Deveraux       | Bobb’e J. Thompson  | Penke Soma       |
| Flint kiskorában   | Bridget Hoffman     | Gerő Botond      |
| Patrick Patrickson | Al Roker            | Tarján Péter     |